# Товяньский, Анджей
А́нджей Товя́ньский (пол. Andrzej Towiański; 1 января 1799, Вилькомирский уезд, Литовская губерния — 13 мая 1878, по другим сведениям 1879, Цюрих) — польский религиозный философ
-мистик, визионер, пророк, идеолог польского мистического мессианизма наряду с Ю.М. Вроньским.

## Биография
В 1815—1818 учился на отделении права в Виленском университете. Служил в суде. В 1828 пережил религиозное озарение и осознал свою историческую миссию. В 1832—1833 пытался проповедовать свои воззрения в Санкт-Петербурге. В 1834—1837 провёл в поездке по Европе. С 1838 занимался хозяйством в своём имении в Литве.
В 1840 прибыл в Париж, где основал мистическую секту Круг Божьего Дела (пол. Koło Sprawy Bożej; 1842), в которую вовлёк несколько десятков польских эмигрантов, в том числе таких выдающихся и влиятельных, как Адам Мицкевич, Юлиуш Словацкий, Северин Гощинский, также некоторых французов и итальянцев. Летом 1842 французские власти выслали его из страны по подозрению в шпионаже. Жил в Брюсселе, потом в Швейцарии.

## Учение
Товянизм (товианство) представляет собой противоречивую и эклектичную смесь разнородных религиозных, мистических и историософских воззрений. Существенную роль в нём играют представления о «колоннах» бессмертных духов, действующих через людей, о миссиях отдельных народов (например, евреев, французов и поляков) и о посланцах Бога, через которых осуществляется Провидение. К таким посланцам Товяньский причислял Наполеона и себя.
По учению Товянского, Польша — единственная католическая и вместе с тем единственная христианская страна. Она — Мессия, ибо послана в мир искупить грехи рода человеческого и, как мессия, распята. Как в Ветхом Завете были рассеяны евреи, народ избранный, так в новом рассеян избранный народ Нового Завета — поляки, за то, что не сумели отстоять Польшу, но настанет час — Польша воскреснет, поляки соберутся в ней, мир переродится.
В духе мессианизма Товянского Мицкевич написал свои религиозно-публицистические «Книги польского народа и польского пилигримства» (1832). Этот же круг идей Мицкевич развивал в газете «Польский пилигрим» («Pielgrzym Polski», 1832—1833).
Товяньский, Мицкевич и другие стали героями исторического романа Дьёрдя Шпиро «Мессии» (2007, получил во Вроцлаве Центральноевропейскую литературную премию «Ангелус» как лучшая прозаическая книга 2010 года.